# Batalha de Teruel
A Batalha de Teruel foi travada em torno da cidade de Teruel durante a Guerra Civil Espanhola. Os combatentes travaram a batalha entre dezembro de 1937 e fevereiro de 1938, durante o pior inverno espanhol em 20 anos.A batalha foi uma das ações mais sangrentas da guerra com a cidade mudando de mãos várias vezes, primeiro caindo em mãos dos republicanos e, eventualmente, sendo retomada pelos nacionalistas. No decorrer da luta, Teruel foi submetido a pesada artilharia e bombardeio aéreo. Os dois lados sofreram mais de 140 mil vítimas em dois meses, sendo esta uma batalha decisiva da guerra, Francisco Franco usou de sua superioridade em homens e material para recuperar Teruel, conseguindo uma vitória estratégica.

## Consequências
A Batalha de Teruel esgotou os recursos do Exército Republicano. A Força Aérea Republicana não pode substituir os aviões e armas que perdeu na batalha de Teruel. Por outro lado, os nacionalistas concentraram o grosso das suas forças no leste enquanto se preparavam para avançar através de Aragão para alcançar a Catalunha e o Levante. Franco tinha a vantagem sobre o ressuprimento, pois os nacionalistas controlavam o eficiente parque industrial do País Basco. O governo republicano, no entanto, teve que deixar a indústria de armamentos na Catalunha nas mãos dos anarquistas. Um anarquista relatou que "não obstante os gastos extraordinários de dinheiro nesta empreitada, a nossa organização industrial não foi capaz de terminar um único tipo de rifle, metralhadora ou canhão...". A retomada de Teruel por Franco, após as grandes esperanças engendradas por sua captura, foi um golpe amargo para a República. A retomada também eliminou o último obstáculo entre os Nacionalistas e uma ofensiva em direção ao Mediterrâneo.